# Фекундіта
Фекундіта або Фекундітас (лат. Fecunditas — родючість, плодючість) — у давніх римлян персоніфікація (уособлення) родючості і фертильності, особливо імператриць.

## Культ Фекундіти
До Фекундіти зверталися жінки з проханнями зіслати їм дітей. Під час ритуалу прочанки били себе по оголеному тілу ременями з козлячої шкіри. Жертвоприношення Фекундиті приносили луперки, жреці богині, а також жреці арвальських братів.
У 63 році нашої ери за рішенням сенату в Римі присвятили Фекундіті храм з нагоди народження доньки у імператора Нерона і його дружини Поппеї Сабіни.

## Фекундіта на монетах

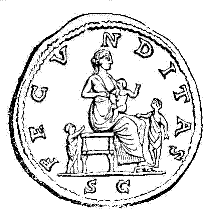
Фекундіта на сестерції Луцилли

Фекундіта зображена на реверсі римських монет стоячи або сидячи з дитиною (дітьми) і рогом достатку; іноді з довгим скіпетром, гілкою, кадуцеєм (жезлом Меркурія) або стерном. На ауреусі Юлії Домни вона зображена з гроном винограду та земною кулею в оточенні дітей.
У пропаганді Римської імперії Фекундіта символізувала безперервність імператорського роду та опіку, поширену над нащадками імператорів. Тому її зображення зазвичай містилося на монетах, випущених від імені імператриць. Вона з'являється в часи Антонінів на монетах, викарбуваних для Фаустини Старшої та її наступниць у ІІ-ІІІ століттях аж до Салоніни.
Фекундіта зустрічається на монетах, на аверсі яких зображені дружини або інші родички імператора:
- Фаустіна Старша, дружина Антоніна Пія (138—161)[7];
- Фаустіна Молодша, дружина Марка Аврелія (161—180)[8];
- Брутія Кріспіна, дружина Коммода (177—192)[9];
- Юлія Домна, дружина Септимія Севера (193—211)[10];
- Юлія Домна, мати Каракали (198—217)[11];
- Юлія Меза, баба Геліогабала (218—222)[12];
- Юлія Мамея, мати Александра Севера (222—235)[13];
- Гереннія Етрусцила, дружина Деція Траяна (249—251)[14];
- Корнелія Салоніна, дружина Галлієна (253—268)[15].

Фекундіта з'являлася на монетах з нагоди народження дитини у правлячого подружжя. Окрім того робилася відповідна вказівка в легенді: «FECVNDITAS AVG[VSTAE]» (плодючість імператриці). Рідше зустрічається надпис «FECVNDITAS TEMPORVM».